# 菲比·安古尼
菲比·安古尼（1991年7月8日—），印尼女子羽毛球運動員。

## 簡歷
2013年9月，菲比·安古尼連奪哈爾科夫國際賽和比利時國際賽的女單冠軍，創下個人國際賽最佳成績。
2015年7月，安古尼代表印尼（Sekolah Tinggi Ilmu Ekonomi Kridatama）出戰韓國光州市舉行的世界大學生運動會羽毛球比賽。

## 主要比賽成績
只列出曾進入準決賽的國際賽事成績：
| 年份   | 賽事                     | 公開賽級別 | 項目     | 拍檔               | 成績   |
| ------ | ------------------------ | ---------- | -------- | ------------------ | ------ |
| 2008年 | 馬來西亞羽毛球國際挑戰賽 | 國際挑戰賽 | 女子單打 | －                 | 冠軍   |
| 2009年 | 奧克蘭羽毛球國際賽       | 國際系列賽 | 女子單打 | －                 | 冠軍   |
| 2012年 | 荷蘭羽毛球國際賽         | 國際挑戰賽 | 女子雙打 | 奇希塔·乔伊蒂·詹森 | 準決賽 |
| 2012年 | 印度羽毛球國際挑戰賽     | 國際挑戰賽 | 女子單打 | －                 | 亞軍   |
| 2013年 | 伊朗羽毛球國際挑戰賽     | 國際挑戰賽 | 女子單打 | －                 | 亞軍   |
| 2013年 | 哈爾科夫羽毛球國際賽     | 國際挑戰賽 | 女子單打 | －                 | 冠軍   |
| 2013年 | 比利時羽毛球國際賽       | 國際挑戰賽 | 女子單打 | －                 | 冠軍   |
| 2013年 | 印度羽毛球國際挑戰賽     | 國際挑戰賽 | 女子單打 | －                 | 冠軍   |
| 2014年 | 印尼羽毛球國際系列賽     | 國際系列賽 | 女子單打 | －                 | 冠軍   |
| 2015年 | 芬蘭羽毛球公開賽         | 國際挑戰賽 | 女子單打 | －                 | 亞軍   |
| 2015年 | 印尼羽毛球國際系列賽     | 國際系列賽 | 女子單打 | －                 | 準決賽 |
| 2015年 | 芬蘭羽毛球國際賽         | 國際系列賽 | 女子單打 | －                 | 冠軍   |

| 2007-2017年 | 首要超級賽 | 超級賽 | 黃金大獎賽 | 大獎賽 | 國際挑戰賽 | 國際系列賽 | 未來系列賽 | 其他 |

| 2018-2026年 | 總決賽 | 超級1000賽 | 超級750賽 | 超級500賽 | 超級300賽 | 超級100賽 | 國際挑戰賽 | 國際系列賽 | 未來系列賽 | 其他 |